# Camponotus viehmeyeri
Camponotus viehmeyeri är en myrart som beskrevs av Auguste-Henri Forel 1911. Camponotus viehmeyeri ingår i släktet hästmyror, och familjen myror. Inga underarter finns listade.